# Jens Albinus

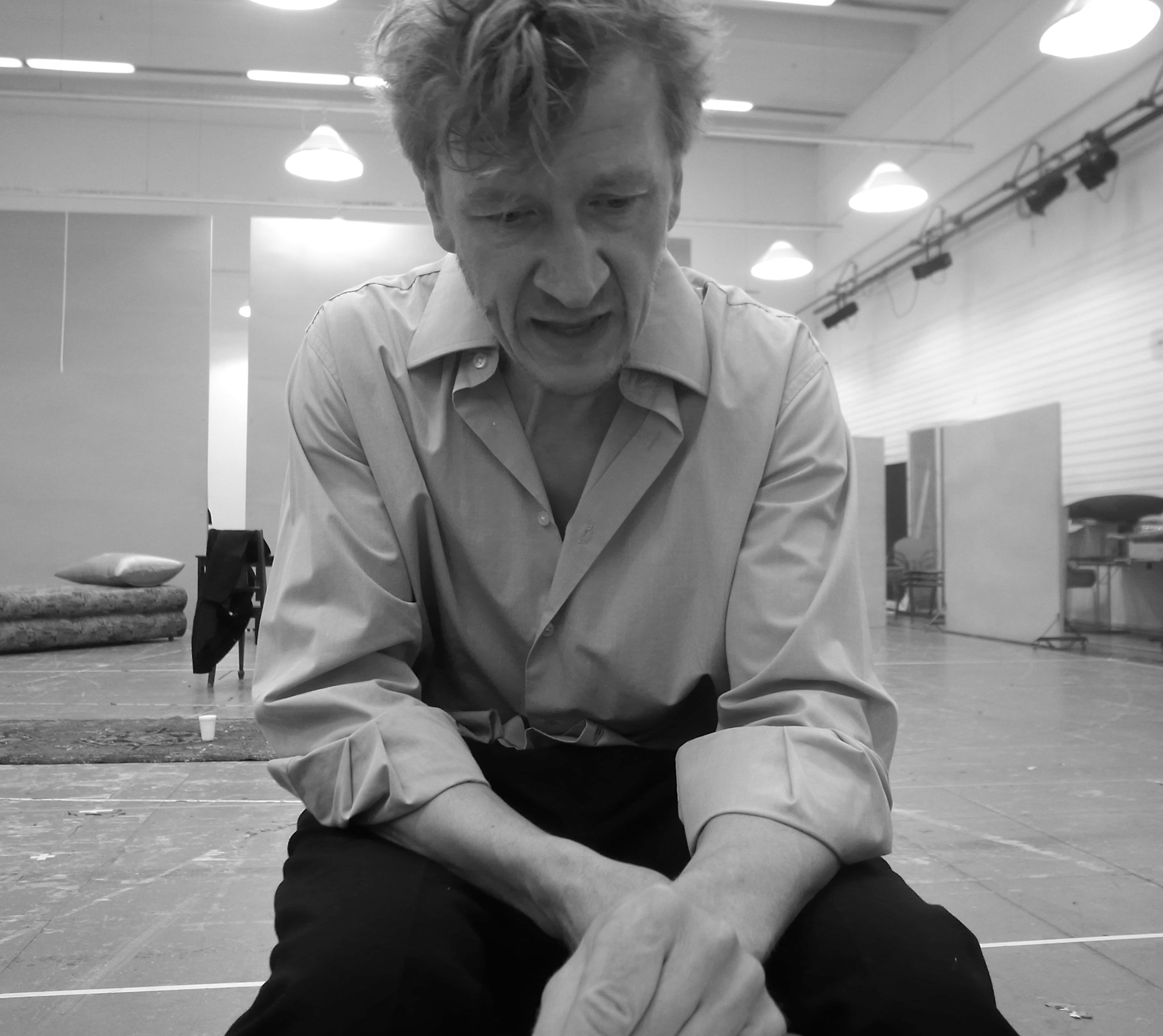
Albinus bei den Proben zu Lulu, 2012

Jens Albinus (* 3. Januar 1965 in Bogense auf Fünen) ist ein dänischer Schauspieler, Regisseur und Autor.

## Leben
Jens Albinus wuchs in einem evangelischen Pfarrhaus auf. Seine Eltern waren der Pfarrer Erling und die Lehrerin Inger Albinus. Er besuchte 1985 bis 1989 die Schauspielschule am Aarhus Teater und arbeitete danach bis 1994 am Aarhus Teater selbst. Darauf folgten Engagements an verschiedenen Kopenhagener Theatern, darunter dem dänischen Staatstheater (bis 2002), und einige Engagements im Ausland (an der Berliner Volksbühne und am Basler Nationaltheater). Seit 1999 inszeniert Albinus selbst Theaterstücke, seit 1996 spielt er in Kino- und Fernsehfilmen, darunter Idioten des dänischen Filmregisseurs Lars von Trier. Von 2003 bis 2006 spielte Albinus die Hauptrolle in der Kriminalfilm-Reihe Der Adler, einer Koproduktion des dänischen Senders Danmarks Radio (DR) und des Zweiten Deutschen Fernsehens (ZDF), durch die er auch dem deutschen Publikum bekannt wurde.
Jens Albinus ist seit 2004 mit der Schauspielerin Marina Bouras verheiratet, mit der er einen Sohn (* 2007) und eine Tochter (* 2010) hat. Die Familie lebt in Frederiksberg.

## Theater
Theater Aarhus
- Parasitterne (1990)
- Hvide natter (1992)
- Tre musketerer (1993)
- Jeppe på Bjerget (1993)
- Gensynets Trilogi (1994)
- Engle i America (1995)

Kopenhagener Theater
- Dark (1994), Betty Nansen Theater
- Mysterier (1996), Husets Theater
- Den yderste konsekvens (1999), Edison Theater

Det kgl. Theater, Kopenhagen
- Helligtrekongersaften (1996)
- Det kvindelige selskab (1997)
- Egelykke (2000)
- Hamlet (2002)
- Hamlet (Hauptdarsteller) in der Aufführung in Kronborg (Sommer 2003)

Ausland
- Hauptdarsteller in Strindbergs Der Vater (Faderen) an der Berliner Volksbühne (2000)
- Darsteller des Don Rodrigo in Paul Claudels Der seidene Schuh (Silkeskoen) am Basler Nationaltheater (2003)

Inszenierung & Regie
- Nederdrætighedens Historie (1999), Kaleidoskop Theater
- Helenes himmelfærd (2000), Grob Theater
- Udvidelse af kampzonen / Ausweitung der Kampfzone (2002), Det kgl. Theater
- Helenes Fahrt in den Himmel (2014), Schauspiel Köln
- Umbettung (2016), Schauspiel Köln

## Filmographie

### Kino
- 1996: Anton
- 1996: Portland
- 1998: Idioten (Idioterne)
- 1998: Der blaue Mönch (Den blå munk)
- 2000: Dancer in the Dark
- 2000: Frau von Hamre (Fruen på Hamre)
- 2000: Die Bank (Baenken)
- 2001: Far from China
- 2002: In Kenntnis der Wahrheit (At kende sandheden)
- 2004: In deinen Händen (Forbrydelser)
- 2007: The Boss of It All (Direktøren for det hele)
- 2007: Daisy Diamond
- 2009: This Is Love
- 2010: Alting bliver godt igen
- 2010: Die Wahrheit über Männer (Sandheden om mænd)
- 2013: Nymphomaniac
- 2014: Silent Heart – Mein Leben gehört mir (Stille hjerte)
- 2018: Per im Glück (Lykke-Per)
- 2019: Das Vorspiel
- 2020: Schwesterlein

### Fernsehen
- 1997: Bryggeren (Fernsehserie, 1 Folge)
- 1999: Für immer dein (Din for altid)
- 2002: Hotellet (Fernsehserie, 1 Folge)
- 2000: Zacharias Carl Borg
- 2001: Gottlieb
- 2004: Krøniken
- 2004–2006: Der Adler – Die Spur des Verbrechens (Ørnen: En krimi-odyssé, Fernsehserie, 24 Folgen)
- 2012: Sprinter – Haltlos in die Nacht
- 2012: Kommissarin Lund – Das Verbrechen (Forbrydelsen, Fernsehserie, 1 Folge)
- 2012: Borgen – Gefährliche Seilschaften (Borgen, Fernsehserie, 9 Folgen)
- 2015: Tatort – Niedere Instinkte
- 2015: Deutschland 83 (Fernsehserie, 3 Folgen)
- 2016: Auf kurze Distanz
- 2017: Der Kommissar und das Meer – Tage der Angst
- 2021: Zurück ans Meer (Fernsehfilm)
- 2023: 37 Sekunden (Serie)

### Videoclips
- 2014: Nik & Jay – Novembervej

## Preise
- Lauritzen-Preis 1995[1]
- Regisseur des Jahres 2001/02 in Dänemark
- Preis der dänischen Filmakademie 2003 für die beste männliche Hauptrolle in Nils Malmros In Kenntnis der Wahrheit